# Albanchez de Mágina
Albanchez de Mágina – gmina w Hiszpanii, w prowincji Jaén, w Andaluzji, o powierzchni 38,83 km². W 2011 roku gmina liczyła 1233 mieszkańców.